# La Salada (Lladurs)
La Salada és una masia de Lladurs (Solsonès) inclosa a l'Inventari del Patrimoni Arquitectònic de Catalunya.

## Descripció
Masia de planta rectangular, teulada a dues vessants i orientada nord-sud. Façana principal al sud, amb porta d'arc de mig punt. Té una planta baixa amb sòl de pedra i sostre de bigues, i dos pisos.
Adossada a la cara oest, hi ha una construcció de planta rectangular orientada oest-est, amb teulada a doble vessant. Té planta baixa i un pis. La façana orientada al sud, té grans arcades de mig punt adovellades. L'interior, té sòl de pedra i coberta amb volta de canó. La construcció està feta amb parament de carreus irregulars amb morter.

## Casanova

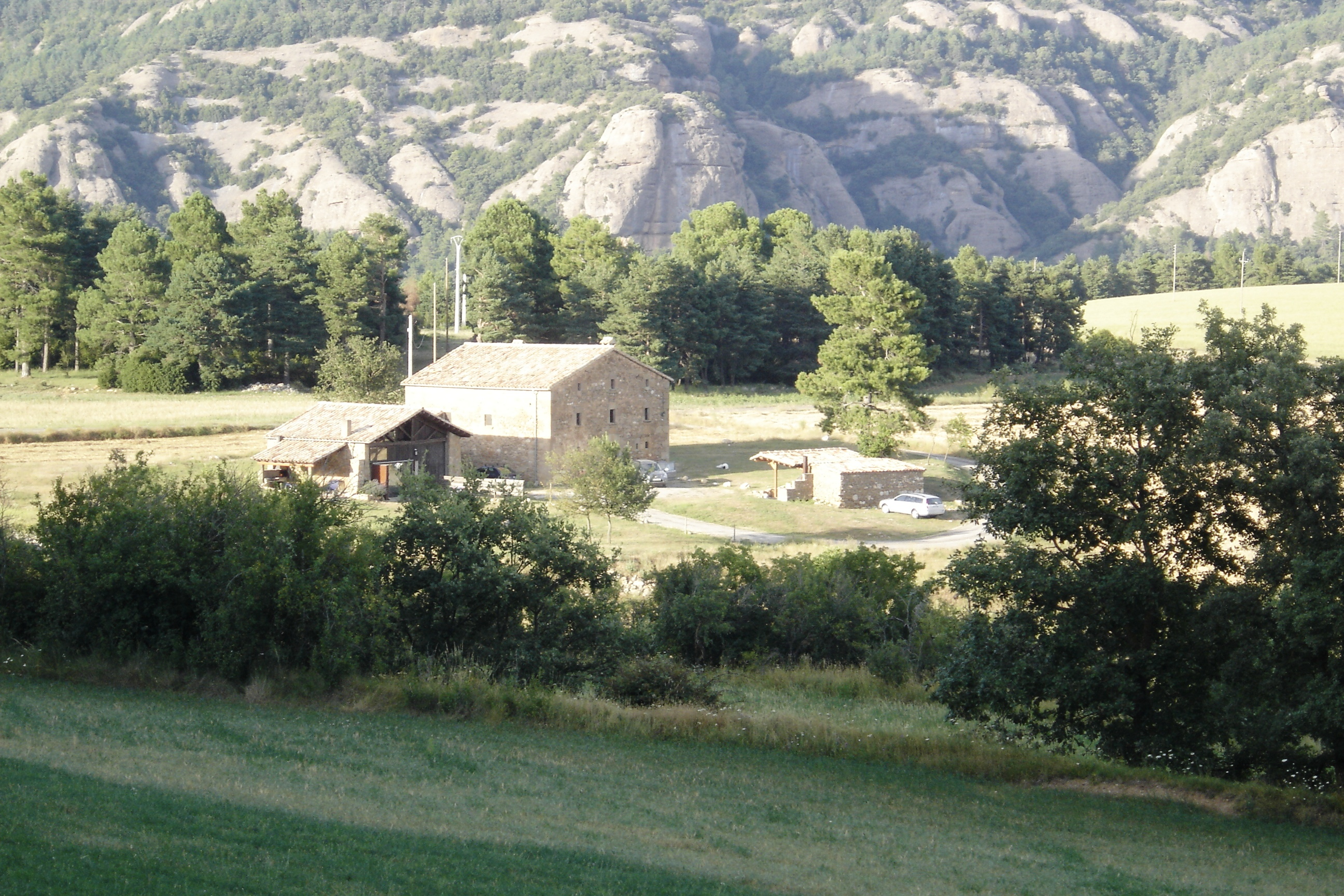
Casanova de la Salada

La Casanova de la Salada és una masia del poble dels Torrents, al municipi de Lladurs a la comarca del Solsonès. Està situada a l'extrem nord-oest del Pla de Riard, a uns 650 m. a l'oest de la Salada. Actualment és una masia destinada a turisme rural.